# Natalia Gąsiorowska

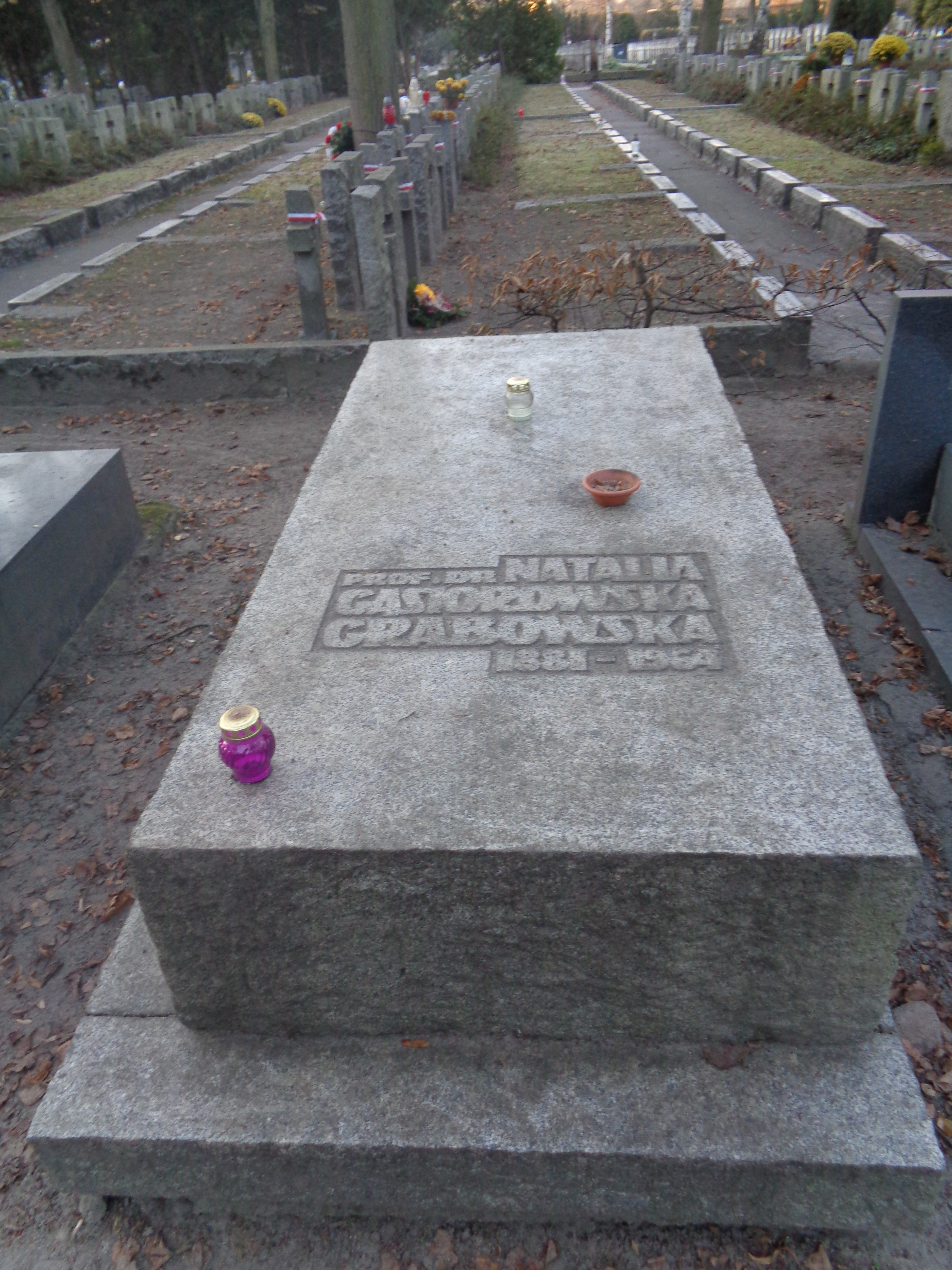
Grób Natalii Gąsiorowskiej na Cmentarzu Wojskowym na Powązkach

Natalia Gąsiorowska-Grabowska, ps. „Hanka”, „Ludmiła”, „Czyżewska” (ur. 20 maja 1881 w Orzycu, zm. 30 listopada 1964 w Warszawie) – polska historyczka, badaczka dziejów ruchu robotniczego, profesor Uniwersytetu Łódzkiego i Uniwersytetu Warszawskiego, profesor i rektor Wyższej Szkoły Pedagogicznej w Łodzi, członkini PAN, Budownicza Polski Ludowej. Obok Franciszka Bujaka i Jana Rutkowskiego prekursorka historii społeczno-gospodarczej w Polsce. Pierwsza kobieta w Polsce z tytułem profesora zwyczajnego w dziedzinie historii (1946).

## Życiorys

### W Polsce zaborowej
Pochodziła ze zubożałej rodziny szlacheckiej, była jednym z siedmiorga dzieci właściciela folwarku Józefa Gąsiorowskiego (1840–1886) i urzędniczki Weroniki z Trawińskich (1850–1932). Wychowywała się w trudnych warunkach materialnych, dorabiając udzielaniem korepetycji i pracą w tajnych kółkach oświatowych. Od młodości przyjaźniła się m.in. z Marią Koszutską, Stefanią Sempołowską i Leopoldem Infeldem. Do 1897 kształciła się na pensji Henryki Czarnockiej w Warszawie, gdzie jej nauczycielami byli Bronisław Chlebowski (literatura) i Ludwik Straszewicz (matematyka). Uczyła się następnie w gimnazjum na Wilczej i zdała maturę eksternistycznie w klasycznym gimnazjum męskim w Rydze w związku z bojkotem gimnazjów rządowych w Królestwie Polskim. Odbyła Kurs Pedagogiczny na Uniwersytecie Latającym w Warszawie (1902–1903), gdzie wpływ na jej światopogląd naukowy wywarli Ludwik Krzywicki, Jan Karłowicz i Adam Mahrburg. W 1903/1904 studiowała w ramach stypendium Funduszu Kultury Narodowej historię i historię prawa na Uniwersytecie w Heidelbergu. Na rok 1904/1905 przeniosła się do Paryża, była słuchaczką wykładów republikańskich historyków Alphonse'a Aularda (pierwszego profesora historii rewolucji francuskiej) i Charlesa Seignobosa na Sorbonie, a także prawa w Ecole de Droit i ekonomii w Collège de France. Po powrocie do Polski ogłosiła w 1906 drukiem swoją pierwszą pracę, Zarys dziejów Wielkiej Rewolucji Francuskiej. Od 1906 kontynuowała studia historyczne na Uniwersytecie Lwowskim. W 1911 obroniła tam przygotowaną pod opieką Szymona Askenazego i zrecenzowaną przez Ludwika Finkla rozprawę doktorską pt. Wolność druku i cenzura w Królestwie Polskim 1815–1830.
W latach 1897–1903 była nauczycielką historii w szkołach prywatnych w Warszawie, działała jednocześnie w organizacjach rewolucyjnych (od 1900 w sekcji pedagogicznej Koła Kobiet w Warszawie, kierowane przez Stefanię Sempołowską, od czasów paryskich w zrzeszeniu studenckim „Spójnia” i w PPS, od 1906 w PPS-Lewicy). Wykładowczyni czynnego w latach 1905–1908 Uniwersytetu dla Wszystkich, działaczka Towarzystwa Kultury Polskiej (1908–1913). W 1906 była więziona za prowadzenie nielegalnych wykładów dla robotników w Serbii na Pawiaku, dzieląc celę z Zofią Kruszewską, a w 1911 – w X Pawilonie Cytadeli Warszawskiej. W latach 1914–1918 uczyła historii w szkołach żydowskich w Warszawie, gromadząc źródła do dziejów przemysłu na ziemiach polskich.

### W II Rzeczypospolitej
Od 1918 wykładała historię Polski, powszechną historię gospodarczą i metodykę historii w Wolnej Wszechnicy Polskiej (WWP) w Warszawie. W 1918 wstąpiła do Komunistycznej Partii Polski. Prowadziła zajęcia na kursach dla analfabetów i na uniwersytecie ludowym.
W 1922 ogłosiła drukiem rozprawę habilitacyjną Górnictwo i hutnictwo w Królestwie Polskim 1815–1830. 20 czerwca 1923 uzyskała habilitację (prawo do prowadzenia wolnych wykładów) z historii gospodarczo-społecznej na Uniwersytecie Warszawskim. W 1925 objęła stanowisko profesora i kierowniczki Katedry Historii Gospodarczo-Społecznej i Powszechnej Nowożytnej na WWP.
W 1925–1926 przebywała na uniwersytetach w Paryżu i Hamburgu na studiach uzupełniających u ekonomisty Alvina H. Hansena i historyka gospodarczego Heinricha Sievekinga. Od 1928 prowadziła także zajęcia w oddziale WWP w Łodzi, gdzie jej studentką była Anna Rynkowska. Od 1930 kierowała tamtejszą biblioteką. Reprezentowała oddział łódzki w Senacie WWP, zasiadała w Radzie Studium Społeczno-Oświatowego przy WWP. W 1930 wzięła udział w Zjeździe Nauczycieli Radzieckich w Moskwie, zwiedziła Wystawę Pedagogiczną w Leningradzie i nawiązała kontakty z tamtejszym środowiskiem nauczycielskim; popularyzowała następnie radziecki model szkolnictwa wyższego, w tym ideę politechnizacji i metodykę nauczania historii. Brała udział w Międzynarodowych Kongresach Nauk Historycznych w Oslo (1928), Warszawie (1933) i Zurychu (1938).
W 1933 uzyskała venia legendi jako docent prywatny na Uniwersytecie Warszawskim, gdzie prowadziła seminarium z historii społeczno-gospodarczej i wykłady zlecone. Wykład inauguracyjny poświęciła polityce gospodarczej Maximiliena de Robespierre'a. Według własnej relacji nie otrzymała katedry uniwersyteckiej z powodu swoich poglądów politycznych.
W czasie okupacji niemieckiej brała udział w tajnym nauczaniu w ramach Wolnej Wszechnicy Polskiej, gdzie pełniła funkcję dziekana Wydziału Humanistycznego i członka senatu uczelni. Opracowała w maszynopisie obszerne podręczniki do historii społeczno-gospodarczej Polski i powszechnej, a także na zlecenie Komisji Podręczników Akademickich przy Wydziale Nauki i Szkolnictwa Wyższego w Departamencie Oświaty i Kultury Delegatury Rządu na Kraj Wskazówki metodologiczne do badań historycznych. Po wywózce do Niemiec w trakcie powstania warszawskiego 8 sierpnia 1944 przez kilka miesięcy pracowała przymusowo w fabryce żarówek Osram w Berlinie.

### W Polsce komunistycznej

#### Na Uniwersytecie Łódzkim
Po utworzeniu 24 maja 1945 Uniwersytetu Łódzkiego objęła jedną z pięciu utworzonych katedr historii; po reorganizacji z 1946 kierowała Katedrą Historii Społecznej i Gospodarczej. 15 stycznia 1946 została jako pierwsza kobieta w dziejach Polski mianowana profesorem zwyczajnym w dziedzinie historii przez prezydenta Krajowej Rady Narodowej Bolesława Bieruta. Jeszcze 13 września 1945 przedstawiła z ramienia Komisji Historycznej Wydziału Humanistycznego UŁ inicjatywę powołania Instytutu Historycznego, którym kierowała od jego utworzenia 24 czerwca 1948 do swojego odejścia do Warszawy w 1952. Jej zastępcą był Marian Henryk Serejski. Pełniła także funkcję rektora (1946–1948) oraz kierownika Katedry Historii Polski (1946–1952) w nowo zorganizowanej Państwowej Wyższej Szkole Pedagogicznej w Łodzi, która była pierwszą uczelnią tego typu w kraju. W Ministerstwie Oświaty kierowała w latach 1946–1951 Komisją Programową Historii. 
Przewodziła łódzkiemu środowisku historycznemu, w którym od jesieni 1945 inicjowała dyskusje metodologiczne poświęcone materializmowi historycznemu. Założyła seminarium z materializmu historycznego dla pomocniczych pracowników naukowych i koło historyków marksistów. Pod jej kierunkiem Łódź stała się pierwszym i do końca lat 40. jedynym w Polsce ośrodkiem historiografii marksistowskiej, dokonując w ocenie Bohdana Baranowskiego „przełomu metodologicznego w historiografii polskiej”. Nestor polskiej historiografii społeczno-ekonomicznej Jan Rutkowski próbował pod koniec lat 40. wprowadzić ją do grona członków korespondentów Polskiej Akademii Umiejętności jako merytoryczną przedstawicielkę obozu władzy. Jej wpływy były jednak ograniczone do Łodzi, a i w tamtym środowisku Bohdan Baranowski uskarżał się po latach na jej apodyktyczność, przejawiającą się w promowaniu paradygmatu historii społeczno-gospodarczej kosztem historii politycznej. Jej powojenne syntetyczne opracowania historii społeczno-gospodarczej zostały zrecenzowane negatywnie przez Stanisława Arnolda i niedopuszczone do druku. Prowadzony przez nią Instytut wyróżniał się w skali kraju realizacją założeń ministerialnych dotyczących pracy zespołowej i planowania. Kierowała wydawnictwem zbiorowym W stulecie Wiosny Ludów (5 tomów, 1948–1953), które w ocenie Stefana Kieniewicza jako pierwsze „zbliżyło w badaniach nad XIX w. starszą uniwersytecką kadrę historyków z pisarzami marksistowskimi”. 
Była wiceprezeską Polskiego Towarzystwa Historycznego (PTH) przy boku Ludwika Kolankowskiego (organizatora Uniwersytetu Łódzkiego) w okresie VII Powszechnego Zjazdu Historyków Polskich we Wrocławiu we wrześniu 1948. W Prezydium Zjazdu, jako jeden z zastępców przewodniczącego Jana Dąbrowskiego, reprezentowała lewicę. Weszła do Komitetu Organizacyjnego powołanego wówczas Marksistowskiego Zrzeszenia Historyków (MZH), którego zarząd zdominowało jednak środowisko warszawskie i krakowskie. W ocenie delegacji radzieckiej, która liczyła na pozyskanie badaczy niezaangażowanych ideowo, zjazd nie doprowadził do określenia metodologicznego kierunku dla historiografii. Piotr Trietjakow wskazał na słabość liczebną historyków-marksistów, którzy zapraszając pozostałych do współpracy spotkali się z pobłażliwym przyjęciem, ale skrytykował również ich starsze pokolenie z Gąsiorowską i Arnoldem za „materializm ekonomiczny” pozbawiony politycznego ostrza walki klasowej. Inicjatywa MZH została ostatecznie zawieszona do 1950 z braku kadr, a Łódź zaczęła tracić pozycję na rzecz ośrodka warszawskiego, dokąd w 1949 odeszli Witold Kula i Nina Assorodobraj-Kula. 14 maja 1950 Gąsiorowska wstąpiła do PZPR. W latach 1951–1953 przewodniczyła Oddziałowi Łódzkiemu PTH. 
Podczas Pierwszej Konferencji Metodologicznej Historyków Polskich w Otwocku na przełomie 1951/1952 przodujące metodologicznie środowisko łódzkie zostało ocenione krytycznie przez szefa Wydziału Nauki i Oświaty KC PZPR Kazimierza Petrusewicza jako zbyt ortodoksyjne, a referat Gąsiorowskiej nie spełnił jego oczekiwań. W miejsce stawiania na przedwojenną tradycję marksistowską Petrusewicz postulował budowę „szerokiego frontu” opartego na współpracy między partią a „zbliżającymi się do nas czołowymi historykami” bezpartyjnymi oraz „śmiałą politykę wysuwania [ich] na kierownicze stanowiska”. Mimo to Sekretariat Biura Politycznego КС PZPR zaproponował wówczas Gąsiorowską na dyrektora przewidzianego do utworzenia w ramach partyjnej kontroli nad rozwojem nauk historycznych Instytutu Historii PAN, podczas gdy w październiku 1951 była tylko rozpatrywana jako druga po Stanisławie Arnoldzie kandydatka na jednego z dwóch wicedyrektorów. Weszła do powołanej w marcu 1952 Komisji Programowej IH PAN, której przewodził Tadeusz Manteuffel, kierownik Instytutu Historycznego UW. Faworyzowane przez partię środowisko historyków warszawskich (bezpartyjnych lub partyjnych młodszego pokolenia, wśród nich Witold Kula) utrąciło kandydaturę Gąsiorowskiej na dyrektora IH PAN. Mediewiści Aleksander Gieysztor, Marian Małowist i Manteuffel zarzucili jej w notatce dla prezydenta Bieruta „brak umiejętności harmonijnej współpracy z kolegami” podczas kierowania PWSP w Łodzi. W rezultacie rola dyrektora IH PAN przypadła Manteufflowi; kierowana przez niego Komisja Programowa przekształciła się w Komisję Organizacyjną IH PAN, a ta w pierwszą dyrekcję Instytutu. Z utworzeniem IH PAN w 1953 Gąsiorowska otrzymała natomiast funkcję przewodniczącej Rady Naukowej Instytutu, do której nie weszli inni przedstawiciele środowiska łódzkiego. Została także prezeską Zarządu Głównego w marginalizowanym wówczas PTH (1953–1956). W swoim pierwszym wystąpieniu na czele Rady Naukowej IH PAN zaapelowała o intensyfikację badań nad dziejami najnowszymi, unikanych przez środowisko historyczne z powodu upolitycznienia nauki.

#### Na Uniwersytecie Warszawskim
Po wznowieniu pracy na UW w 1952 zachowała stanowisko profesorskie w IH UŁ, gdzie po reorganizacji z początku lat 50. kierowała Zakładem Historii Gospodarczej i Społecznej w kierowanej przez Bohdana Baranowskiego Katedrze Historii Polski, przekształconym we wrześniu 1957 w Katedrę Historii Polski XIX i XX w., aż do 1958, kiedy jej obowiązki przejęła Gryzelda Missalowa. Po przemianach październikowych 1956 nie została wybrana ponownie prezeską PTH, zastąpił ją Stanisław Herbst.
Na Uniwersytecie Warszawskim kierowała Katedrą Historii Polski Nowożytnej i Najnowszej (1952–1959), a następnie Katedrą Historii Polski XIX i XX wieku (1959–1961). Mimo dobrych relacji osobistych z Żanną Kormanową była postrzegana jako ośrodek oporu wobec projektu przekształcenia historiografii w duchu radzieckim, realizowanego przez Kormanową, Celinę Bobińską i Stanisława Arnolda. Pracowała także w Zakładzie Historii Partii przy KC PZPR w Warszawie (1956–1959) i była przewodniczącą Rady Naukowej Pracowni Historii Stosunków Polsko-Radzieckich PAN (od 1961). Była pierwszą naczelną redaktorką naukową jedenastotomowego wydawnictwa źródłowego pt. Dokumenty i materiały do historii stosunków polsko-radzieckich, wydawanego przez Pracownię Historii Stosunków Polsko-Radzieckich PAN we współpracy z Instytutem Słowianoznawstwa Akademii Nauk ZSRR w latach 1962–1987 i obejmującego zakresem lata 1917–1960.
Będąc od 1952 członkinią rzeczywistą PAN, w latach 1955–1957 zasiadała w Prezydium Akademii. Przewodniczyła Sekcji Historii powołanego w 1950 Towarzystwa Wiedzy Powszechnej.
Naukowo specjalizowała się w nowożytnej historii gospodarczej, historii polskiego ruchu robotniczego oraz metodologii historii. Zgromadziła obszerne materiały do dziejów górnictwa, hutnictwa, włókiennictwa w Królestwie Polskim w początkowym okresie kapitalizmu, zainicjowała badania nad dziejami przemysłu i klasy robotniczej okręgu łódzkiego. Prowadziła badania nad najnowszymi dziejami Bułgarii oraz metodami pracy naukowej i nauczania historii w ZSRR. Współpracowała z wieloma pismami, m.in. „Myślą Socjalistyczną”, „Wiedzą”, „Światłem”, „Kuźnią”, „Myślą Współczesną”, „Z Pola Walki”, „Wiadomościami Historycznymi”, w latach 1950–1956 była redaktorem „Przeglądu Nauk Historycznych i Społecznych”.
Zmarła 30 listopada 1964 jako emerytowany profesor Uniwersytetu Warszawskiego. Pochowana 3 grudnia 1964 z honorami w Alei Zasłużonych na cmentarzu Powązki Wojskowe w Warszawie w kwaterze A26-tuje-13. W pogrzebie udział wzięli m.in. sekretarz Komitetu Centralnego PZPR Witold Jarosiński, wicepremier Stefan Ignar, prezes Polskiej Akademii Nauk prof. Janusz Groszkowski, minister szkolnictwa wyższego Henryk Golański, sekretarz naukowy PAN prof. Henryk Jabłoński oraz przedstawiciele środowisk naukowych z całego kraju.
Materiały archiwalne Natalii Gąsiorowskiej znajdują się w PAN Archiwum w Warszawie pod sygnaturą III-152.

## Uczniowie
Pod jej kierunkiem doktorat uzyskali m.in. Anna Rynkowska (1947), Henryk Katz (1950), Juliusz Łukasiewicz (1960), Jan Fijałek (1960), Ireneusz Ihnatowicz (1961), Władysław Lech Karwacki (1962), Wiesław Piątkowski (1962) i Alicja Więzikowa (1962). Jej przedwojennym uczniem był także Witold Kula.
Znalazłszy się wśród sześciu kobiet, które uzyskały habilitację z historii w Polsce międzywojennej, wspierała później na Uniwersytecie Łódzkim karierę Anny Rynkowskiej, Gryzeldy Missalowej i Heleny Brodowskiej-Kubicz, który wyróżniał się w kraju pod względem liczby kobiet zajmujących stanowiska kierownicze.

## Życie prywatne
Była siostrą posła i działacza chadeckiego ks. Franciszka Gąsiorowskiego (1876–1939), a także Zofii (po mężu Rusiniak), Kazimiery, Wandy, Eugenii (po mężu Pomorskiej) i Stanisława. Obaj jej bracia zginęli podczas II wojny światowej.
W 1907 wyszła za mąż za poznanego prawdopodobnie w Paryżu Edwarda Grabowskiego (1880–1961), adwokata, działacza socjalistycznego i po 1918 komunistycznego. Małżeństwo rozpadło się, ale Gąsiorowska utrzymywała z Grabowskim kontakt do końca jego życia i opiekowała się nim w chorobie. Nie miała dzieci.
Po wojnie w latach 1945–1958 mieszkała w Łodzi w tzw. domu uczonych przy ul. Uniwersyteckiej 3 m. 4. Do 1953 r. dzieliła tam lokal z Heleną Grotowską, a także do jego śmierci w 1951 r., jej mężem Marianem. Jej współlokatorzy również byli bezdzietni. W 1958 wróciła do Warszawy.

## Dorobek
Ogłosiła ponad 300 prac naukowych, m.in.:
- Ruch socjalistyczny i zawodowy wśród kobiet. Prawo wyborcze kobiet (1907)
- Zarys dziejów Wielkiej Rewolucji Francuskiej. Przyczyny powstania rewolucji, przebieg jej i skutki (1907)
- Przesądy antysemickie w świetle cyfr i faktów (1909)
- Historia zakonów w Polsce (1910)
- Książę Józef (1914)
- Wolność druku w Królestwie Kongresowem 1815–1830 (1916)
- Historia Polski w nauczaniu analfabetów dorosłych (1916)
- Historia Polski porozbiorowej dla nauczycieli szkół początkowych (1917)
- Wiosna Ludów roku 1848 (1917)
- Historia powszechna ze szczególnym uwzględnieniem historii Polski (1920)
- Polska na przełomie życia gospodarczego (1764–1830) (1921)
- Górnictwo i hutnictwo w Królestwie Polskiem 1815–1830 (1922)[77]
- L’enseignement de l’histoire en Pologne (III Międzynarodowy Kongres Wychowania Moralnego, Genewa, 1922)
- Historja Bułgarji w zarysie (1923)
- Historia społeczno-gospodarcza Polski (1932)
- Polityka gospodarcza Robespierra, „Przegląd Współczesny” 50, nr 147–148 (1934), s. 103–127
- Górnictwo i hutnictwo w Polsce (1937, wyd. II: 1949)
- Kapitalizm w rozwoju dziejowym (1946)
- W stulecie Wiosny Ludów (1948–1953, 5 tomów, redaktor)
- Położenie i walka ekonomiczna i polityczna górników z okupantem niemieckim w Królestwie Polskim w czasie I wojny imperialistycznej (1952)
- Proces kształtowania się klasy robotniczej na ziemiach polskich (1955)
- Okręg łódzki w rewolucji 1905–07 (1956)
- Górnicy i hutnicy w Królestwie Polskim 1864–1866 (1957)
- Życie i działalność Marii Koszutskiej (1961, w: Pisma i przemówienia M. Koszutskiej)
- Dokumenty i materiały do historii stosunków polsko-radzieckich [1917–1960] (11 t., redaktor do t. 6, 1962–1967)
- Z dziejów przemysłu w Królestwie Polskim 1815–1918 (1965)

## Odznaczenia i wyróżnienia
W 1951 otrzymała nagrodę państwową I stopnia za całokształt pracy naukowej, ze szczególnym uwzględnieniem badań nad dziejami górnictwa i hutnictwa oraz przemysłu w Polsce w XIX wieku; odebrała również doktorat honoris causa Uniwersytetu Łódzkiego (1961) oraz wysokie odznaczenia państwowe: Order Budowniczych Polski Ludowej (1956), Krzyż Komandorski z Gwiazdą Orderu Odrodzenia Polski (1955), Order Sztandaru Pracy I klasy (1949), Złoty Krzyż Zasługi (1951) i Honorową Odznakę Miasta Łodzi (19 stycznia 1960). W 1989 r. z okazji 45-lecia PRL-u Poczta Polska wyemitowała w nakładzie 5 mln sztuk upamiętniający ją znaczek pocztowy o nominale 35 złotych.

## Upamiętnienie
20 listopada 1965 jej imieniem nazwano Technikum Ekonomiczne nr 4 przy ul. Astronautów 19 w Łodzi, od 2014 Zespół Szkół Ekonomii i Usług im. Natalii Gąsiorowskiej w Łodzi. 22 marca 2019 wojewoda łódzki Zbigniew Rau po konsultacji z Instytutem Pamięci Narodowej wydał zarządzenie usuwające nazwisko patronki szkoły, powołując się na ustawę dekomunizacyjną z 2016. Zarządzenie to zostało w kwietniu 2019 zaskarżone do sądu administracyjnego przez Radę Miejską w Łodzi przy poparciu Instytutu Historii Uniwersytetu Łódzkiego i rektora tej uczelni Antoniego Różalskiego.
Imię Natalii Gąsiorowskiej nosi ulica w dzielnicy Białołęka w Warszawie.